# Gerwin Peters
Gerwin Peters (9 de abril de 1977) es un deportista neerlandés que compitió en ciclismo de montaña en las disciplinas de descenso y eslalon dual. Ganó una medalla de plata en el Campeonato Mundial de Ciclismo de Montaña de 1998 y una medalla de bronce en el Campeonato Europeo de Ciclismo de Montaña de 1998.

## Palmarés internacional
| Campeonato Mundial | Campeonato Mundial                | Campeonato Mundial | Campeonato Mundial |
| Año                | Lugar                             | Medalla            | Competición        |
| ------------------ | --------------------------------- | ------------------ | ------------------ |
| 1998               | Mont-Sainte-Anne (Canadá)         | Medalla de plata   | Descenso           |
| Campeonato Europeo |                                   |                    |                    |
| Año                | Lugar                             | Medalla            | Competición        |
| 1998               | Špindlerův Mlýn (República Checa) | Medalla de bronce  | Dual               |